# Ильин-Миткевич, Александр Фёдорович
Александр Фёдорович Ильин-Миткевич (1889 — 1947) – советский военачальник, генерал-майор инженерных войск

## Участие в Первой мировой войне
Окончил Казанскую учительскую семинарию в 1906 году и Горийскую школу прапорщиков запаса в 1907 году. В чине прапорщика принимал участие в Первой мировой войне, в августе 1915 года был тяжело ранен в голову и ногу.

## Служба в РККА. Участие в Гражданской войне
Во время Гражданской войны участвовал в строительстве креплений на Каховском плацдарме.
Затем командовал инженерными частями и находился на преподавательской работе в военно-учебных заведениях РККА. Окончил курсы усовершенствования командного состава при Военной академии имени М. В. Фрунзе.
26 апреля 1940 года старшему преподавателю тактики Военно-инженерной академии имени В. В. Куйбышева Ильину-Миткевичу присвоено звание комбриг, 4 июля 1940 года – звание генерал-майора инженерных войск.
В 1940-1941 годах занимал должность начальника Инженерного Управления Киевского особого военного округа.

## Участие в Великой Отечественной войне
После начала войны назначен начальником Инженерного Управления Юго-Западного фронта, участвовал в сражении под Уманью и обороне Киева. После окружения частей фронта, вырвался из окружения на бронемашине. В одном из боев был контужен.
Во время проведения Харьковской операции в июне 1942 года, под огнем противника, сумел в короткий срок подготовить несколько переправ на участке выхода из окружения 6-й и 57-й армий и «за проявленное при этом доблесть и мужество» был награжден орденом Красного Знамени.
12 июля 1942 года назначен начальником инженерных войск – заместителем командующего Сталинградским фронтом. В составе войск фронта участвовал в обороне Сталинграда.
Командуя инженерными войсками 7-й армии Карельского фронта участвовал в Свирско-Петрозаводской операции и за умелое инженерное руководство наступающими войсками при форсировании рек Свирь, Слонка, Тулокса, Видлица и за инженерное обеспечение прорыва сильно укрепленной обороны противника был награжден орденом Кутузова II степени.
В 1945 году занимал должность начальника инженерных войск Северо-Кавказского военного округа. После расформирования управления округа был уволен в отставку по болезни. Проживал в городе Нахабино.
Умер в 1947 году. Похоронен на Введенском кладбище (23 уч.).

## Семья
Женат, два сына: Игорь (1926 г.р.) и Вадим

## Сочинения
Ильин-Миткевич А. Ф.  Каховский укрепленный плацдарм; «Техника и вооружение», 1939. №12
Ильин-Миткевич А. Ф. Применение инженерного дела в пустынной степи. – М.: Воениздат, 1940; 
Ильин-Миткевич А. Ф. Инженерное обеспечение наступательного боя в болотистой местности. – М.: 1940; 
Ильин-Миткевич А. Ф. Краткий справочник по военно-инженерному делу (изд. 2). – М.: Воен.-инж. акад. им. В. В. Куйбышева, 1941.